# بوهدانا
بوهدانا ويسمى أيضا (2 إس 22 بوهدانا) وهو مدفع هاوتزر عيار 155 ملم مدولب ذاتي الحركة طورته اوكرانيا مخصص لضرب تجمعات العدو ومقرات قيادته وضرب الوحدات المدرعة والميكانيكية المعادية وعقد المواصلات والتحصينات الميدانية.

تم عرض المدفع لأول مرة في الأستعراض العسكري بمناسبة يوم استقلال اوكرانيا في 24 أغسطس 2018.

من المتوقع أن تكتمل التجارب الأولى بحلول منتصف 2020، وعندها ستكون هناك اختبارات تديرها الدولة.

من غير المتوقع تبني داخل الجيش الأوكراني حتى الأعوام 2021-2022، وفقًا لـوكالة الأنباء الوطنية الأوكرانية (Ukrinform).

بدأ تطوير المدفع بعد القتال الذي واجهته الوحدات الأوكرانية مع الانفصاليين والقوات الروسية في عام 2015.

تأخرت الاختبارات الخاصة بالمدفع بسبب نقص الذخيرة، ولكن في أكتوبر 2019 استوردت شركة Spetstechnoexport المملوكة للدولة مجموعة من قذائف المدفعية عيار 155 ملم من شركة Makina Ve Kimya Endustrisi Kurumu التركية. مكن هذا الشراء من بدء التجارب الأولية لبوهدانا في ديسمبر 2019.

في وقت لاحق، أصبح من المعروف أن المشروع الجديد تم تمويله بموجب أمر دفاع الدولة.

المقاول الرئيسي هو مصنع بناء أدوات الآلات الثقيلة (Kramatorsk (KZTS ، وهو المسؤول عن توفير الذخيرة عيار 155 ملم.

## التصميم
المدفع بودانا مبني على شاسيه الشاحنة KrAZ 63221 ذات دفع سداسي 6×6 التي تصنعها شركة AutoKrAZ الصناعيه الأوكرانية.

بدن شاحنه المدفع مصنوعه من الفولاذ الملحوم الذي يؤمن حمايه من نيران الاسلحه الصغيره ومقصورة الطاقم تتكون من نافذتين كبيرتين ويتوفر بابان مزدوجان على كل جانب.

تم تجهيز نظام المدفعية ذاتية الدفع بوهدانا الجديد بنظام مساعدة تحميل. تحمل 20 اطلاقة من الذخيرة والأمور المرتبطة بها.

## الالكترونيات
نظام المدفعية بوهدانا يمتلك نظام متطور للسيطرة على اطلاق النار يتكون من كومبيوتر بالستي وكومبيوتر خاص بالمدفع.

شاشه عرض كومبيوتر نظام السيطرة على اطلاق النار توجد داخل مقصوره الطاقم لكن توجد أيضا شاشه عرض لكومبيوتر المدفع في الخلفيه حسث يستخدم اثناء انتشار طاقم المدفع ميدانيا استعدادا لاطلاق النار.

## المواصفات العامة
يتوقع ان يصل مدى اطلاق المدفع الجديد مابين 780- 40000 متر (يمكن ان يصل إلى 50000 متر بالذخائر المطوره حديثا) بل حتى يصل إلى 60 كم.

أما سرعة رمي المدفع فتصل إلى 6 اطلاقات / الدقيقة.

عيار المدفع 155 ملم ويتلائم مع ذخائر حلف الناتو.

يبلغ وزن المدفع الجديد 28 طنا المدفع مزود بملقم الي يحمل 20 قذيفة كمخزون مع حشواتها.

الشاحنة مزوده بمحرك ذي قدرة 380-420 حصان..

يمكن للشاحنه ان تصل إلى سرعة 75 كم/الساعة وإلى مدى 1200 كم.

## صور

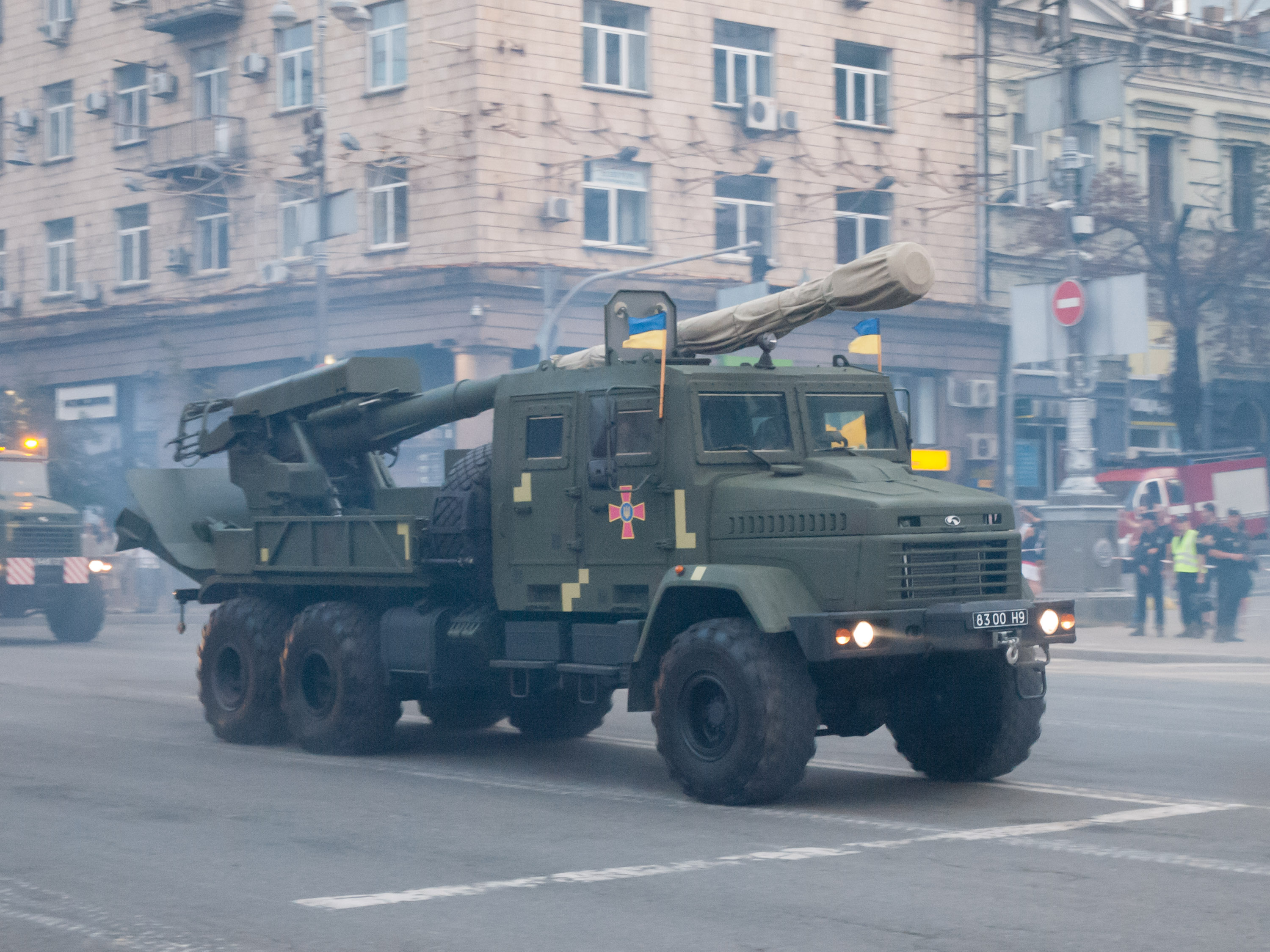
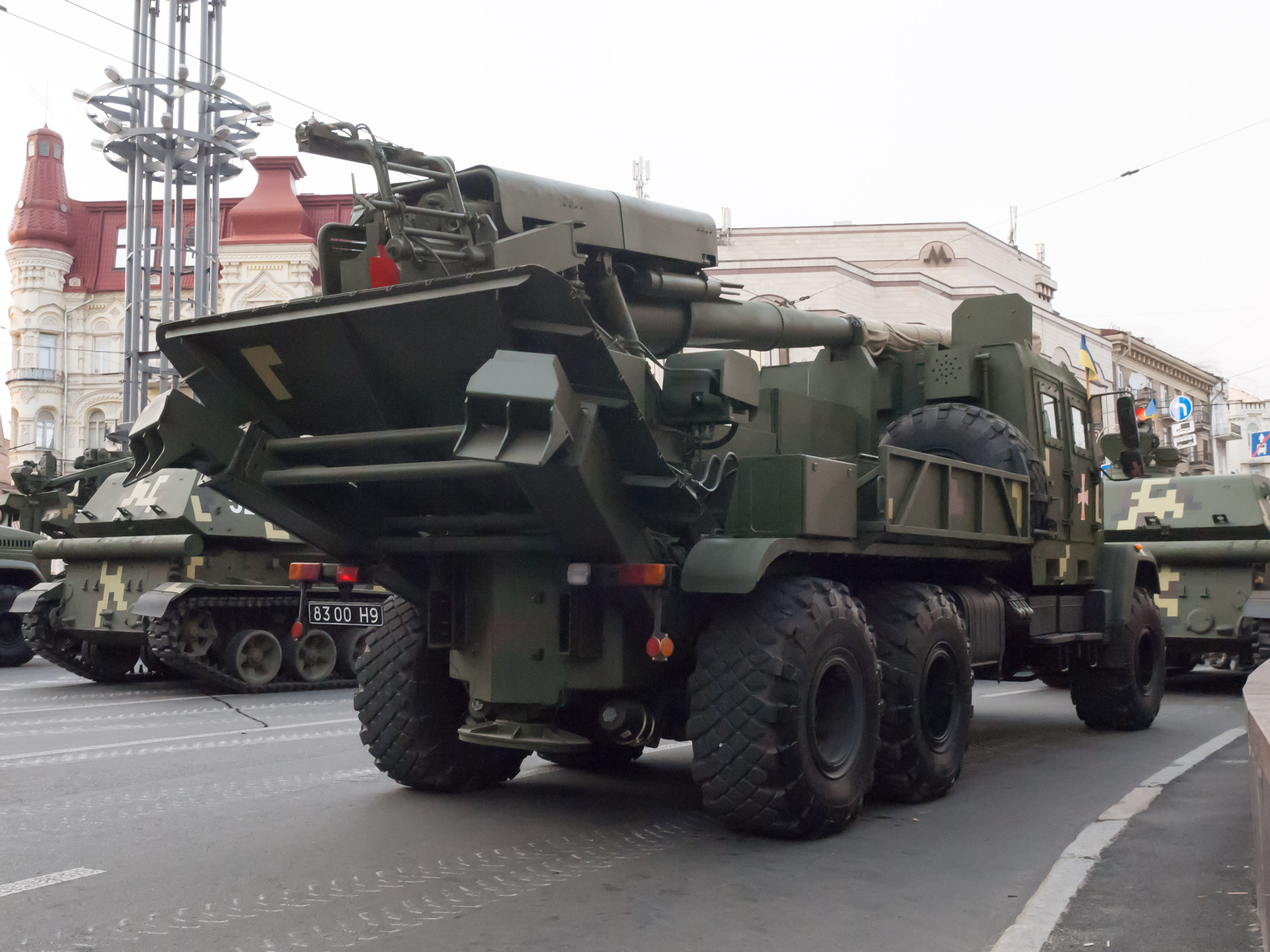
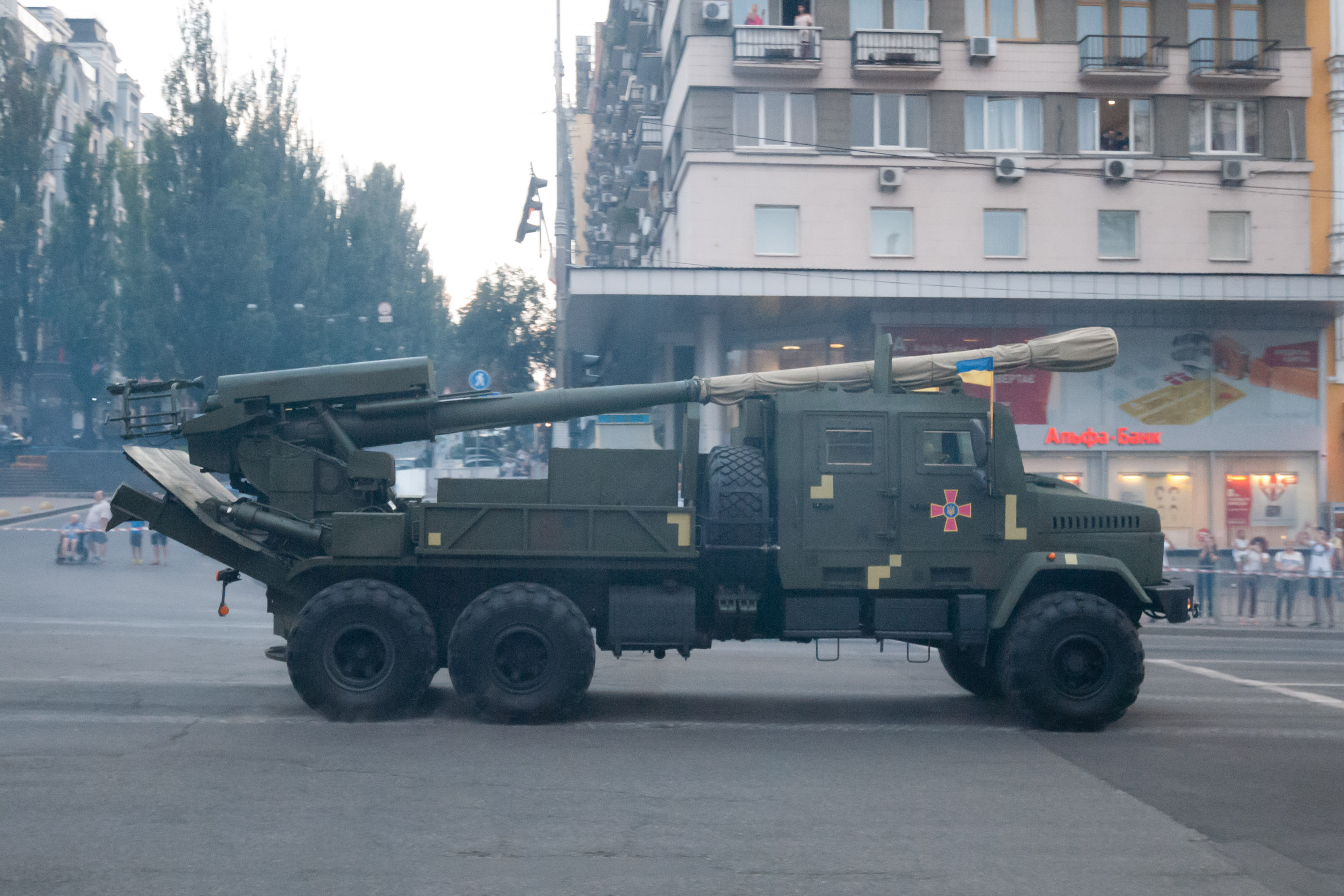
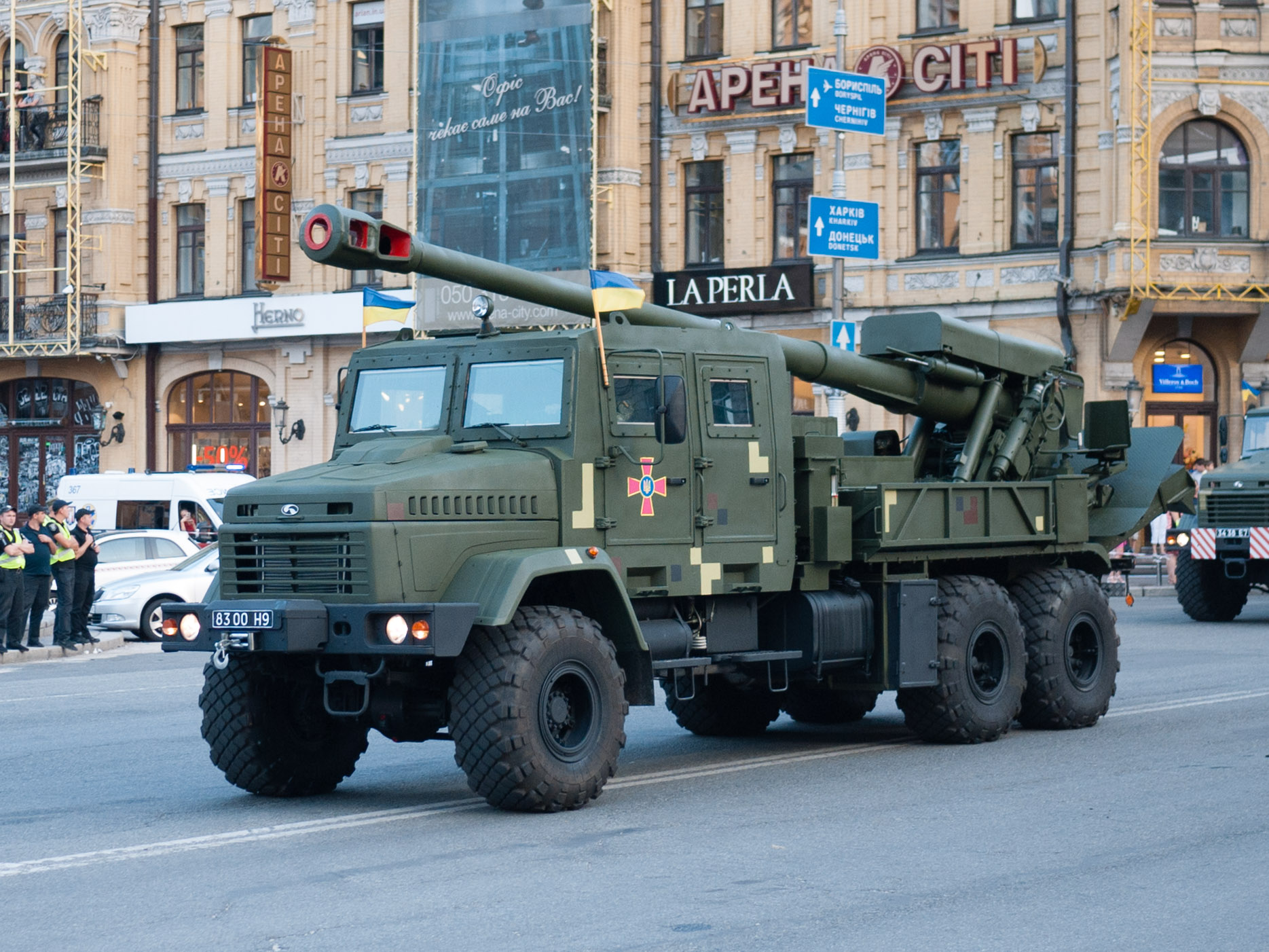
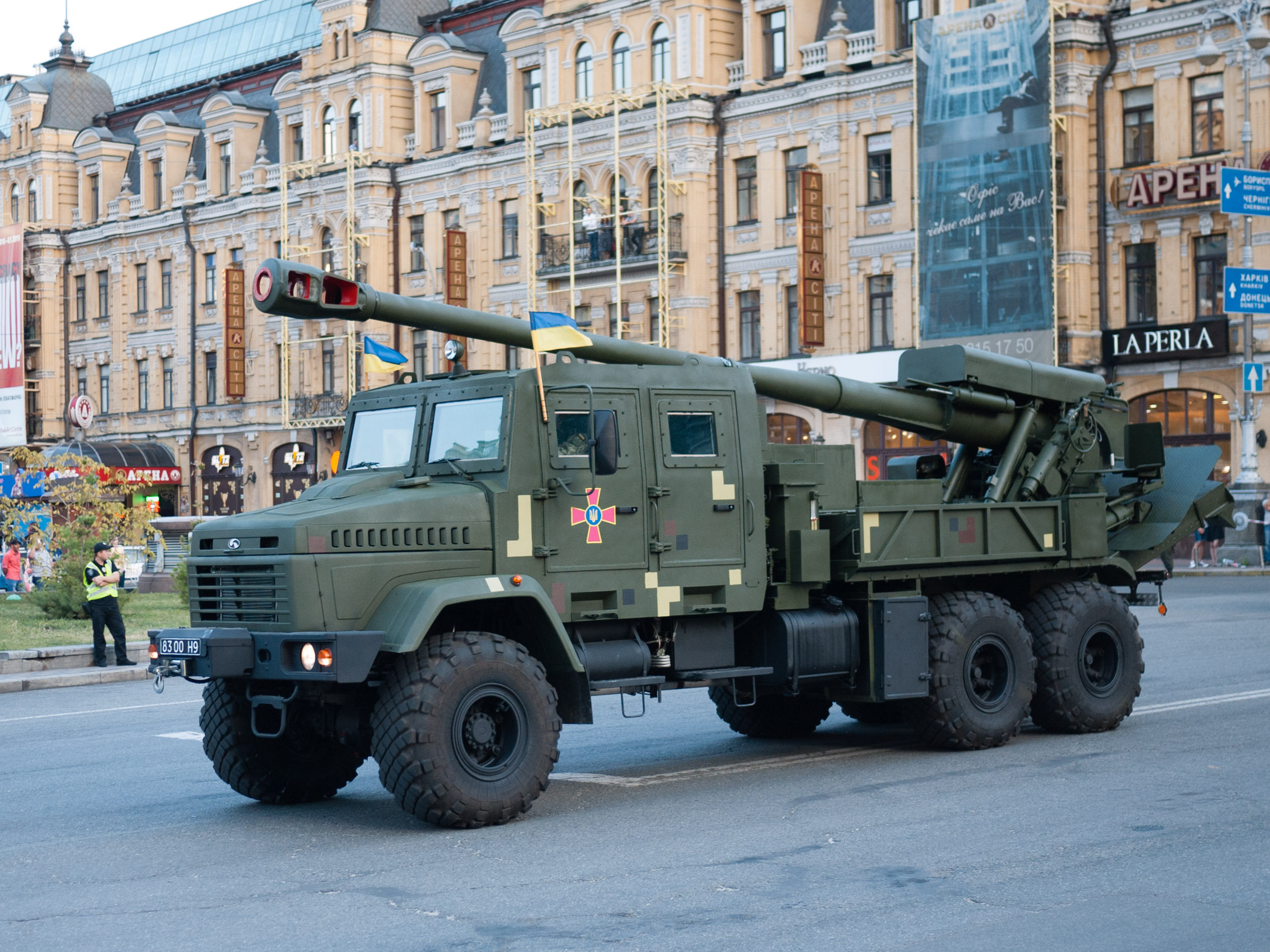
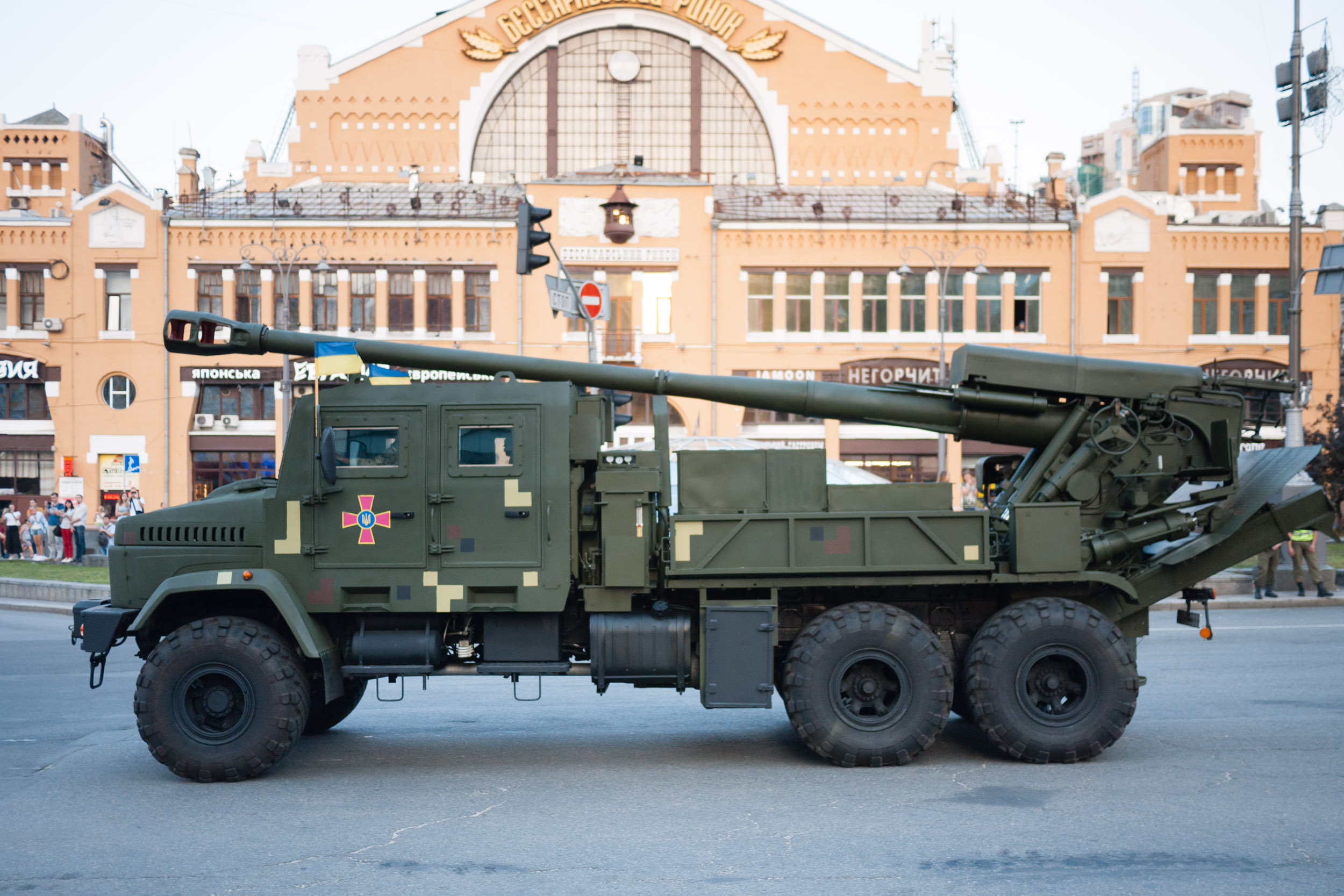